# Château de Messey
Le château de Messey est situé sur la commune d'Ozenay dans le département de Saône-et-Loire.

## Historique
Le château est inscrit à l'Inventaire des Monuments historiques depuis le 16 mars 1995.
Composée de deux ailes, ce château date du XVIe siècle
C'est aujourd'hui le siège d'un domaine viticole.